# Мистериите на доктор Блейк
Мистериите на доктор Блейк (на английски: The Doctor Blake Mysteries) е австралийски телевизионен сериал, излъчен за първи път по ABC на 1 февруари 2013 г. в 20:30 часа. Крег Дугъл Маклалън е в ролята на доктор Лусиен Блейк, който се завръща в Баларат, северозападно от Мелбърн, в края на 1950-те години, за да поеме общата медицинска практика на покойния си баща и ролята на полицейски хирург след отсъствие от 30 години. Пет сезона се излъчват до 2017 г., след което програмата е закрита в края на петия сезон. Първите два сезона имат 10 епизода докато следващите имат по 8. Всеки епизод е около час – между 56 и 59 минути.
През 2018 г. Маклалън е обвинен в сексуално насилие. Води се разследване и съдебното дело се разглежда през 2019 г.